# 남평우 (1956년)
남평우(1956년 3월 19일~)는 대한민국의 정치인이다. 강원도의원을 지냈다.

## 학력
- 인제남초등학교
- 성수중학교
- 춘천고등학교
- 동국대학교 농업생물학 학사
- 한국방송통신대학교 중어중문학과 학사

## 경력
- 민주평화통일자문회의 위원
- 인제경제를 생각하는 모임 회장
- 인제경찰서 행정발전위원회 위원장
- 인제군학교운영위원회 연합회장
- 인제 JC특우회 회장

## 역대 선거 결과
|  | 56.05% |

|  | 46.00% |